# Shoshone (Idaho)
Shoshone és una població dels Estats Units a l'estat d'Idaho. Segons el cens del 2000 tenia 1.398 habitants.

## Demografia
Segons el cens del 2000, Shoshone tenia 1.398 habitants, 547 habitatges, i 355 famílies. La densitat de població era de 550,8 habitants/km².
Dels 547 habitatges en un 32,4% hi vivien nens de menys de 18 anys, en un 51% hi vivien parelles casades, en un 9% dones solteres, i en un 35,1% no eren unitats familiars. En el 30% dels habitatges hi vivien persones soles el 14,8% de les quals corresponia a persones de 65 anys o més que vivien soles. El nombre mitjà de persones vivint en cada habitatge era de 2,49 i el nombre mitjà de persones que vivien en cada família era de 3,1.
Per edats la població es repartia de la següent manera: un 27,1% tenia menys de 18 anys, un 8,9% entre 18 i 24, un 24,8% entre 25 i 44, un 19,5% de 45 a 60 i un 19,6% 65 anys o més.
L'edat mediana era de 36 anys. Per cada 100 dones de 18 o més anys hi havia 92,6 homes.
La renda mediana per habitatge era de 31.036 $ i la renda mediana per família de 35.787 $. Els homes tenien una renda mediana de 29.479 $ mentre que les dones 20.417 $. La renda per capita de la població era de 14.756 $. Aproximadament l'11,1% de les famílies i el 13,8% de la població estaven per davall del llindar de pobresa.

## Poblacions més properes
El següent diagrama mostra les poblacions més properes.